# France Bloch-Sérazin
Pour les articles homonymes, voir Bloch.
France Bloch, dite France Bloch-Sérazin  et surnommée Claudia dans la clandestinité, née Françoise Bloch le 21 février 1913 à Paris et guillotinée le 12 février 1943 à Hambourg en Allemagne, est une militante communiste française, résistante de la Seconde Guerre mondiale.

## Biographie

### Jeunesse
France Bloch est la fille de l'écrivain Jean-Richard Bloch et de Marguerite Herzog, sœur de l'écrivain André Maurois. Elle est élevée à La Mérigote à  Poitiers où elle fait ses études secondaires et passe une licence de chimie à l'Université de Poitiers après avoir hésité entre la chimie, les lettres et la philosophie.
En octobre 1934, elle entre au laboratoire du professeur Georges Urbain à l'École nationale supérieure de chimie de Paris où elle rencontre Marie-Élisa Nordmann-Cohen. Elle adhère au Parti communiste dans le 14e arrondissement de Paris et soutient les républicains espagnols. En juin 1940, le Réseau du musée de l'Homme placarde le poème de Rudyard Kipling, If, que son oncle, André Maurois, a traduit de l'anglais par : Tu seras un homme mon fils.

### Résistance
Après l'instauration du régime de Vichy, elle est exclue de son laboratoire car elle est juive et communiste, et doit donner des leçons particulières pour vivre. En 1941, elle rejoint le Laboratoire de l’Identité judiciaire de la Préfecture de Paris, quai des Orfèvres.
Elle participe aux premiers groupes de résistance communiste de Francs-tireurs et partisans dirigé par Raymond Losserand, futur commandant des Forces françaises de l'intérieur et installe un petit laboratoire rudimentaire de chimie dans son deux-pièces au 1 avenue Debidour, chez le résistant originaire de Hambourg, Théo Kroliczek, près de la place du Danube dans le 19e arrondissement. En liaison avec le colonel Dumont, de l'Organisation spéciale, elle fabrique alors des explosifs utilisés lors de la vague d'attentats organisés à partir d'août 1941 par les Bataillons de la Jeunesse, du colonel Fabien, Gilbert Brustlein et Fernand Zalkinow.
Marcel Paul parle du courage de cette femme d'1,57 m qui ressemble à Sarah Bernhardt et qui participe aux opérations contre la cartonnerie allemande de Saint-Ouen, les voies ferrées, un pylône stratégique d'Orléans et quatre vingt chevaux qui sont empoisonnés à la strychnine. Le 11 février 1942, Yves Kermen prend le métro pour la rencontrer à la station Quai de la Rapée. La voyant interpellée par deux policiers, il fait feu, blesse un policier à la jambe et lui permet de s'enfuir dans la rame qui s'en va. Il est arrêté.

### Arrestation
À la suite des procès du Palais Bourbon et de la Maison de la Chimie, elle est arrêtée par la police française avec 68 camarades, le 16 mai 1942 avant que le colonel Fabien devenu colonel Henry, ne fasse exploser le générateur des usines Lip, réquisitionnées par les Allemands à Besançon, le 14 juillet. Trois jours avant son arrestation, France Bloch avait vu pour la dernière fois son mari Frédéric, interné au camp de Voves.
Après quatre mois d'interrogatoires et de tortures, dans une cellule de la Prison de la Santé, proche de celle de Marie-José Chombart de Lauwe, elle est condamnée à la peine de mort par un tribunal militaire allemand dirigé par Carl-Heinrich von Stülpnagel (Feldkriegsgericht des Kommandanten von Groß-Paris) le 30 septembre 1942, avec dix-huit coïnculpés qui sont immédiatement exécutés.
La peine de mort pour femmes en France étant interdite, elle est déportée le 10 décembre 1942 en Allemagne et enfermée dans la prison (Zuchthaus) à Lübeck-Lauerhof. Elle est guillotinée à Hambourg le 12 février 1943 dans la cour de la maison d'arrêt de Holstenglacis-Wallanlagen, le Untersuchungshaftanstalt Hamburg (de), par le bourreau Friedrich Hehr (de). Le ministre de la justice est alors Otto Georg Thierack.

### Cimetière d'honneur
Elle est enterrée au cimetière d'Ohlsdorf à Hambourg. En 1950, la dépouille mortelle de France Bloch-Sérazin est transférée au cimetière de l'ancien camp de concentration de Natzweiler-Struthof en Alsace,. Dans le « Jardin des femmes » du cimetière d'Ohlsdorf, une pierre du souvenir honore sa mémoire.

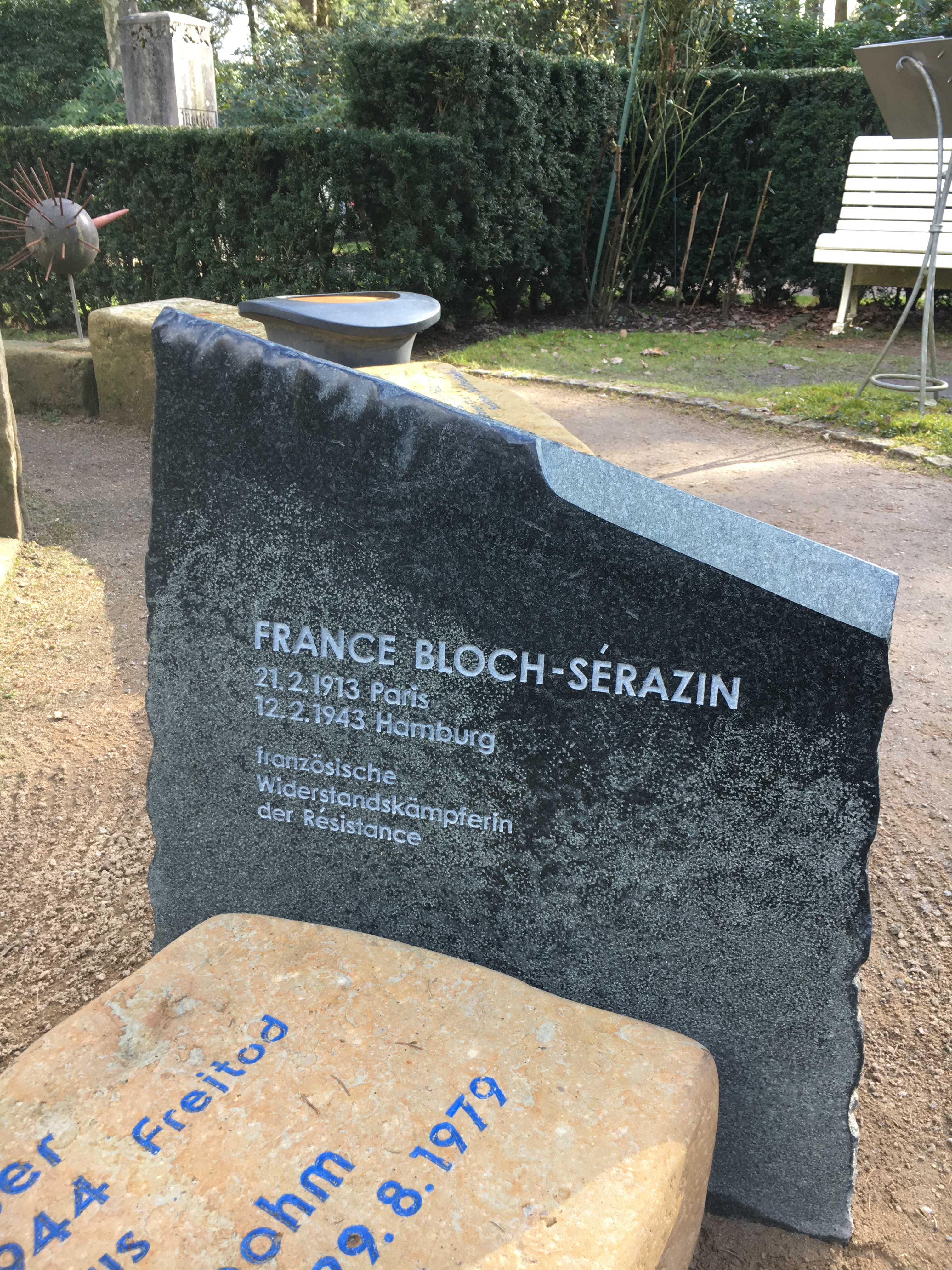
Pierre de mémoire pour France Bloch-Sérazin dans le jardin de mémoire pour les femmes au Cimetière d'Ohlsdorf, Hambourg.
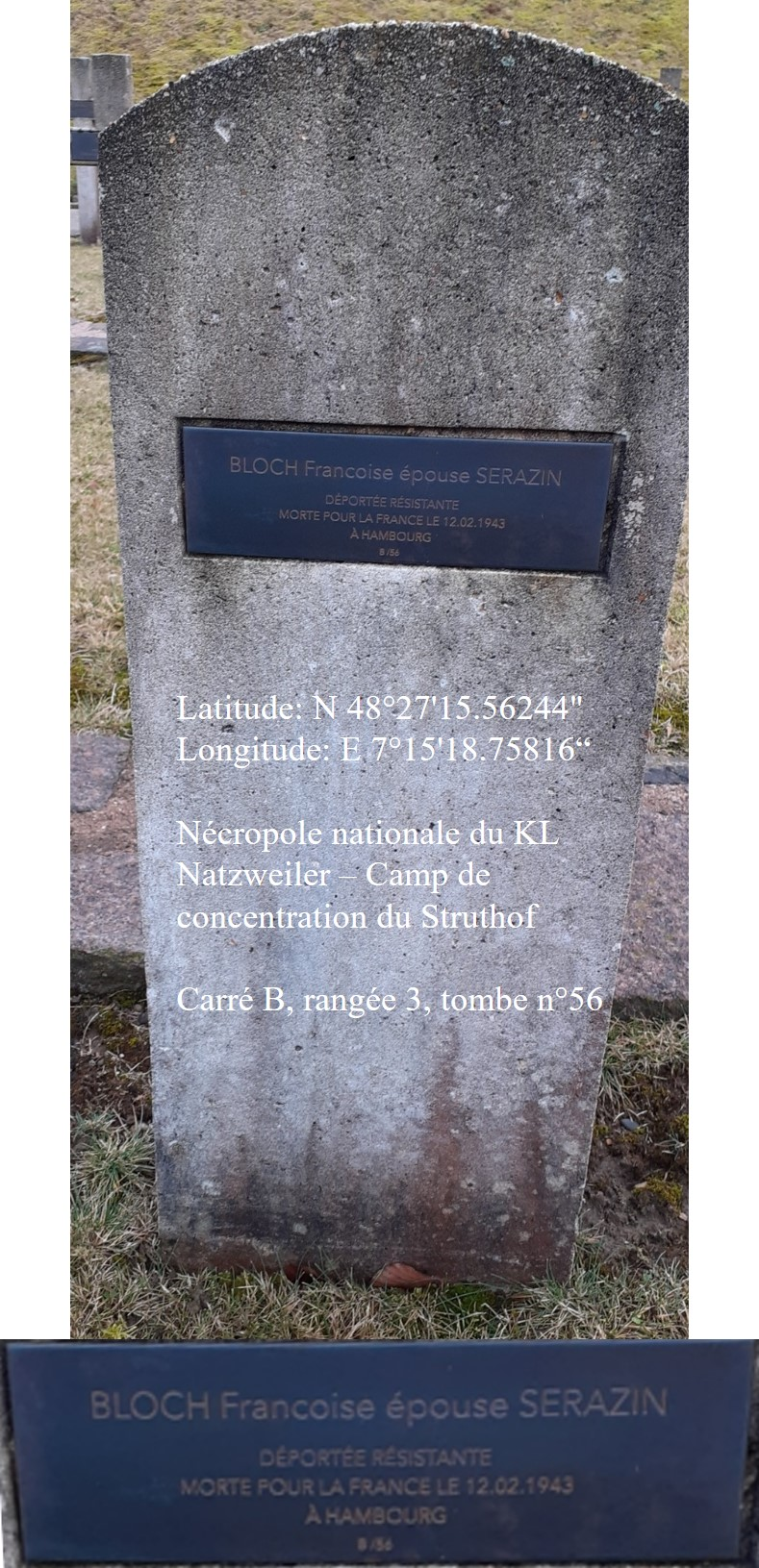
Inscription : "BLOCH Françoise épouse SÉRAZIN - Déportée résistante - Morte pour la France le 12.02.1943 - à Hambourg" .             Tombe située à la Nécropole Nationale du camp de concentration du Struthof : Carré B / Rangée 3 / Tombe 56[14].

### Sort de la famille
France Bloch épouse Frédéric Sérazin dit Frédo en mai 1939, un militant communiste de la métallurgie dont elle a un fils, né en janvier 1940, Roland. Frédo est arrêté en février 1940, sous le gouvernement Daladier, interné à la forteresse de Sisteron en mars 1940, puis à Châteaubriant et au camp de Voves, et assassiné par la Milice ou la Gestapo en 1944 à Saint-Étienne. Roland Sérazin (1940-2020) est orphelin de père et mère.
Sa grand-mère, Louise Laure Marie Lévy, épouse Bloch, née à Carling le 15 juin 1858 est arrêtée par la Gestapo de Montluçon dans la rafle du 12 mai 1944 à Néris-les-Bains, puis elle est internée à Vichy. Elle est transférée le 26 mai 1944 dans le camp de Drancy où elle reçoit le matricule no 23255. Malgré son âge avancé, elle fut par son attitude et son action, un modèle d'énergie, de confiance et de résistance. Elle est déportée le 30 mai 1944 de Drancy au camp de concentration d'Auschwitz par le convoi no 75. Elle meurt le 4 juin 1944 à Auschwitz selon l'état civil de L'Hôpital / Carling et le Journal Officiel no 218 du 20 septembre 1987. Une plaque des déportés morts pour la France au Monument aux Morts de Néris-les-Bains porte son nom.

## Commémorations et Hommages
- La salle polyvalente du lycée Victor Hugo de Poitiers où elle a été élève porte son nom.
- Sur le terrain de la prison « Justizvollzugsanstalt Lübeck » à Lübeck (nommé aussi Lauerhof ou JVA Lübeck) une plaque commémorative a été inaugurée en 2014 pour les deux membres de la résistance France Bloch-Sérazin et Suzanne Masson. France Bloch-Sérazin y était détenue de décembre 1942 jusqu'à février 1943. Après, elle est guillotinée à Hambourg dans la cour de la prison «Justizvollzugsanstalt Hamburg»[18].
- Une plaque commémorative rappelle son passage à l'université de Poitiers et un collège de la ville porte son nom[4](c'est le collège France Bloch Sérazin de Poitiers situé rue de Valencay
- Sur le mur qui longe la maison d'arrêt Holstenglacis à Hambourg, dans le parc «Kleine Wallanlagen» une plaque commémorative a été posée pour elle et pour Suzanne Masson, guillotinées (texte allemand : "mit dem Fallbeil enthauptet") au même endroit.

Il est inscrit :
France Bloch-Serazin
- 21. Februar 1913 † 12. Februar 1943  Suzanne Masson
- 10. Juli 1901 † 1. November 1943

« Diese beiden französischen Frauen wurden wegen ihres Widerstandes gegen die nationalsozialistische Gewaltherrschaft im besetzten Frankreich in diesem Gefängnis mit dem Fallbeil enthauptet »
Le monument Hier und Jetzt est un bloc de béton avec la date 1933 vis-à-vis de l'entrée du tribunal. À l'autre côté du bloc vu de la place du tribunal (Hanseatisches Oberlandesgericht) se trouve une grande photo de Hambourg en couleurs bleus, bordée de fleurs plantées en pot sur des stèles en fer. Le monument est à la mémoire des personnes condamnées à mort par la justice de Hambourg et des personnes exécutées pendant la période nazie dans la cour de la prison (Untersuchungsgefängnis am Holstenglacis).
- Dans un baraquement préfabriqué transformé en musée, Gedänkstätte Plattenhaus Poppenbüttel, (construit par des détenus du camp de concentration de Neuengamme pour loger les victimes des bombardements, et occupé plus tard par des travailleuses forcées) on trouve une photo à la mémoire de France Bloch-Sérazin[21].
- Il y a eu une exposition par la KZ-Gedenkstätte Neuengamme du 25 janvier 2013 au 15 février 2013 dans le hall d'entrée de la mairie de Hambourg (Hamburger Rathaus) sous le titre Deserteure und andere Verfolgte der NS-Militärjustiz - Die Wehrmachtsgerichtsbarkeit in Hamburg. Un des panneaux était consacré à France Bloch-Sérazin.
- Sur le mur de l'immeuble à Paris, Place du Danube dans le 19e arrondissement, où France Bloch-Sérazin avait transformé son appartement en laboratoire pour préparer des explosifs, a été posée le 4 décembre 2008 une plaque commémorative[22].
- Après sa mort France Boch-Sérazin a été décorée de la Légion d'Honneur, de la Médaille de la Résistance et de la Croix de guerre[23].
- Une rue porte le nom de France Bloch-Sérazin à Blanc-Mesnil, Poitiers, Vierzon, ainsi qu'une place à Cognac et une allée à Guyancourt.

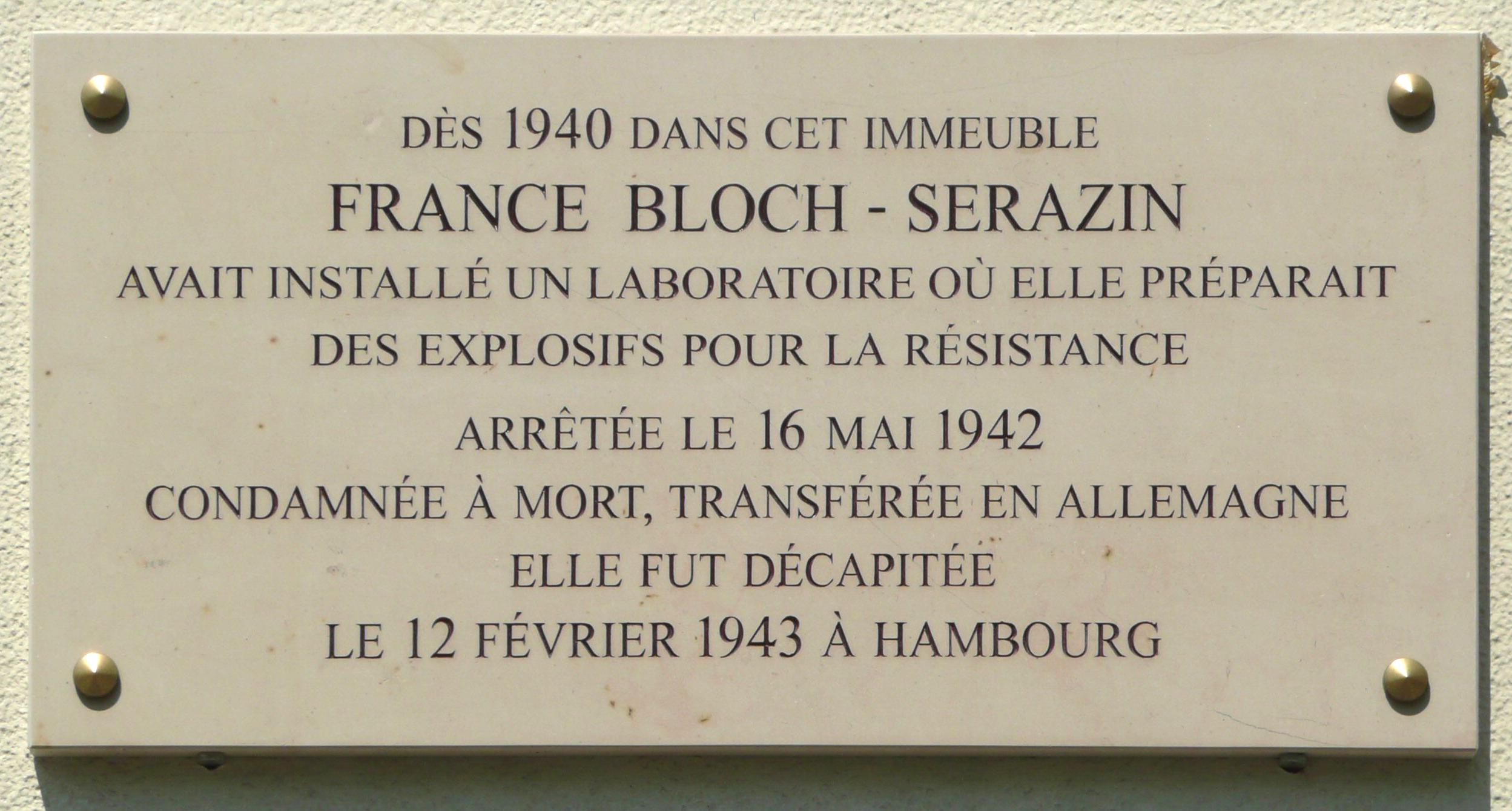
Plaque apposée sur la façade de l'immeuble sis 1 avenue Debidour à Paris dans le 19e arrondissement (angle de l’avenue avec le boulevard Sérurier) où France Bloch-Sérazin avait installé un laboratoire
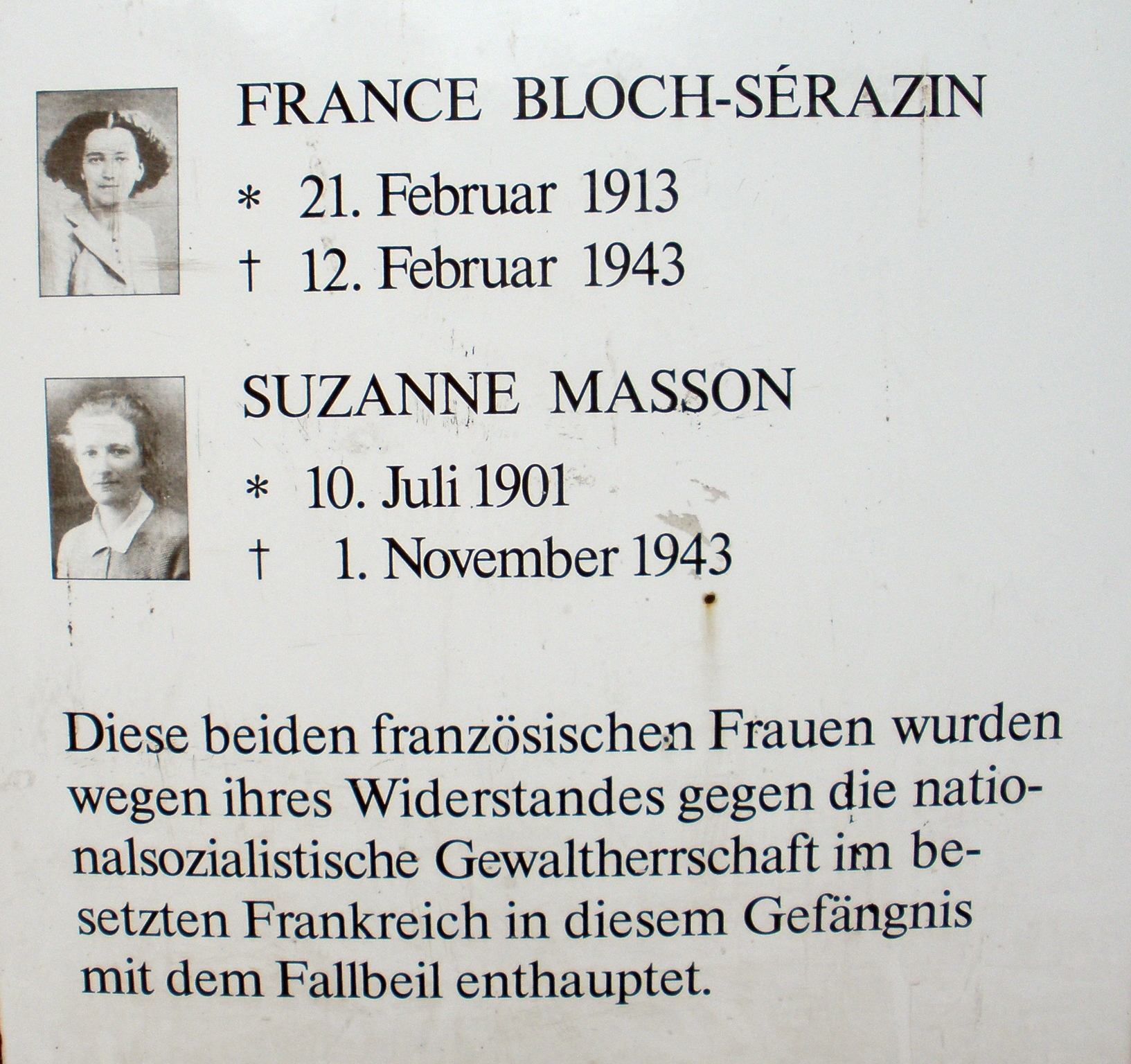
Plaque commémorative à l'arrière de la maison d'arrêt Holstenglacis à Hambourg
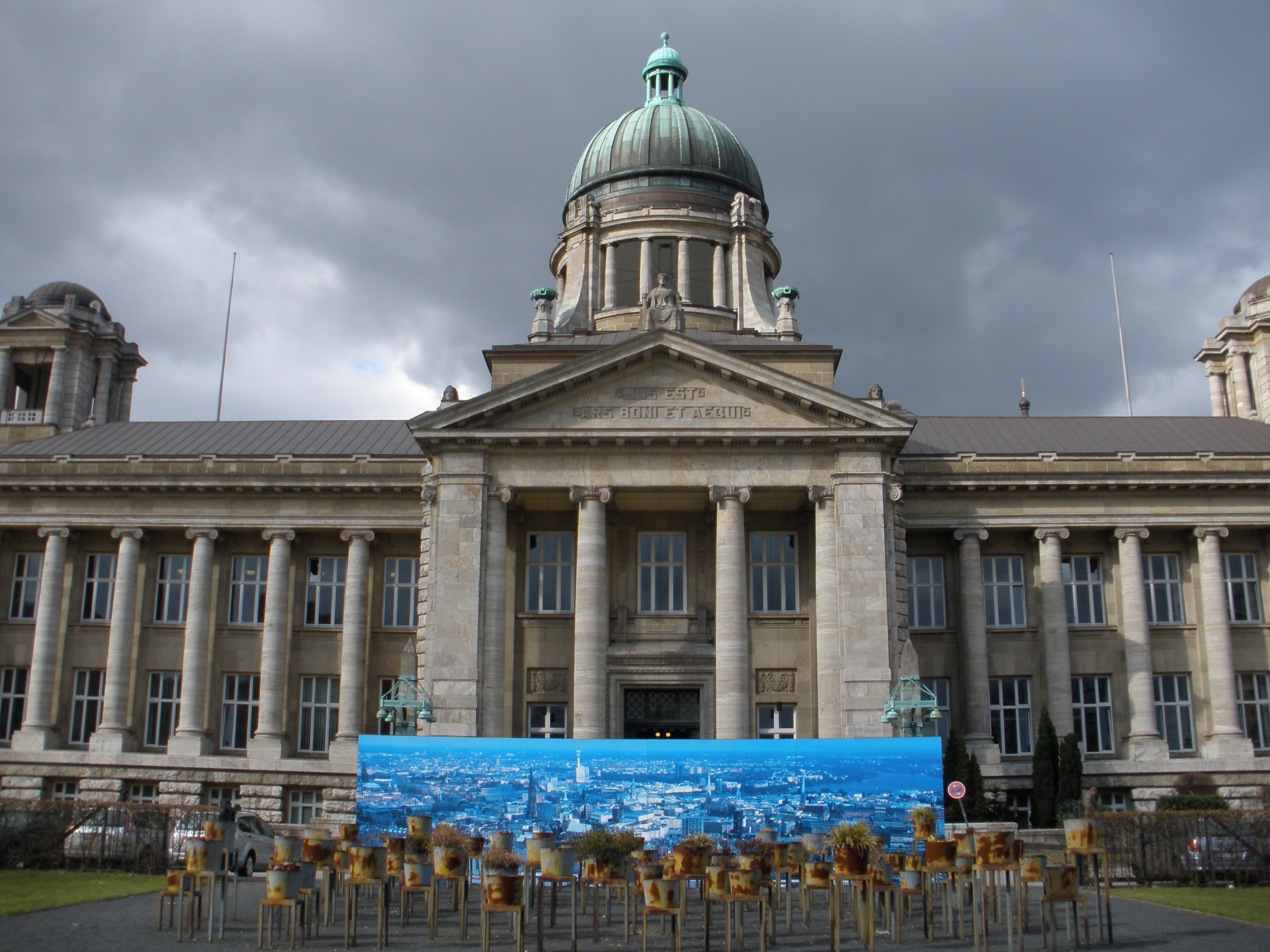
Mahnmal Hier + Jetzt à la mémoire des personnes condammnées à mort par la justice et des personnes exécutées à Hambourg pendant la période nazie
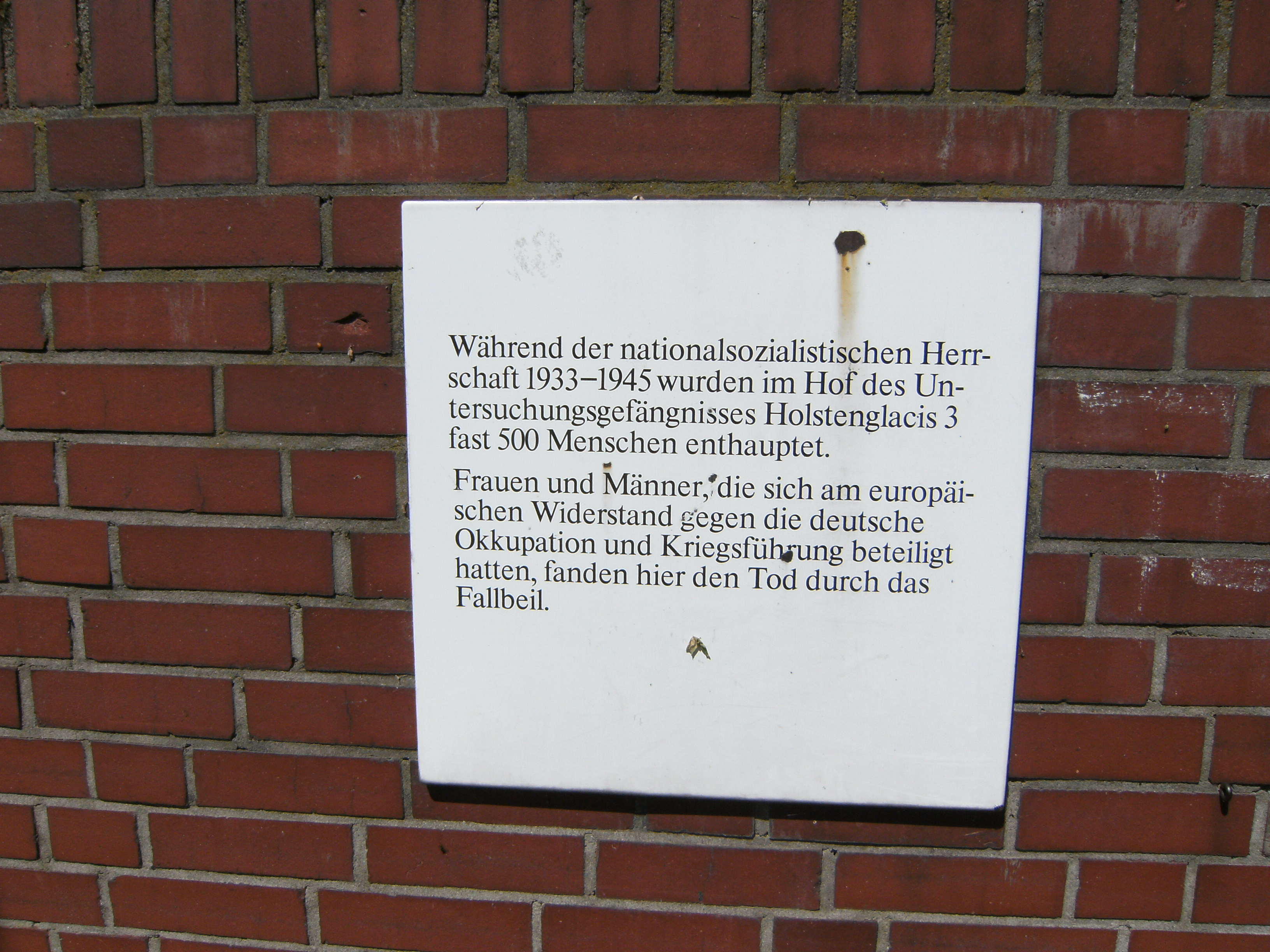
Plaque commémorative à l'arrière de la maison d'arrêt Holstenglacis à Hambourg, Allemagne. Résistance européenne - exécutions

## Distinctions
Elle est reconnue « Morte pour la France » et « déporté résistante ».
- Chevalier de la Légion d'honneur par décret du 17 décembre 1959[24] ;
- Médaille de la Résistance française par décret du 17 décembre 1952[25] ;
- Croix de guerre 1939-1945.

### Filmographie, scènographie
- (de) France Bloch-Sérazin. Auf den Spuren einer mutigen Frau. (« France Bloch-Sérazin. Sur les traces d'une femme courageuse »). Scénario de Hans und Gerda Zorn, réalisation du film Loretta Walz. 80 minutes. Allemagne 1993 ((de) Plaque commémorative à Paris et film de Loretta Walz).
- France Bloch, Frédo Sérazin : un couple en Résistance, film de Marie Cristiani, MCD prod/FR3 Corse, 2005.
- Maria Kohler : France et Friede : Une Rencontre, lecture, 10 mai 2025 Atelier Sevin-Doering Marseille